# Ivan Stibor
Ivan Stibor (2. února 1944 Praha – 14. října 2024) byl český profesor chemie, se zaměřením na chemii organickou. Tento obor studoval v letech 1961–1966 na VŠCHT v Praze. V roce 1973 mu byla udělena vědecká hodnost kandidáta věd. V letech 1977–1978 absolvoval postdoktorální pobyt u prof. J.-M. Lehna (Université Louis Pasteur, Štrasburk), pozdějšího nositele Nobelovy Ceny za chemii (1987), udělenou za objev a syntézu tzv. kryptandů. Mimo jiné, i díky této zkušenosti byl Ivan Stibor jedním z uznávaných odborníků oboru supramolekulární chemie v Čechách a praktický zakladatel tohoto oboru na Vysoké škole chemické-technologické v Praze. Následně působil na Technické univerzitě v Liberci na Ústavu pro nanomateriály, pokročilé technologie a inovace jako vědecký pracovník na oddělení nanomateriálů v přírodních vědách. V působil také na Ústavu organické chemie a biochemie Československé akademie věd (po roce 1992 Akademie věd České republiky) jako vědecký pracovník, později jako vedoucí vědecký pracovník. V letech 1992–1994 byl děkanem fakulty chemické technologie VŠCHT a v letech 1994–1995 rektorem Vysoké školy chemicko-technologické v Praze.
Je autorem více než 177 původních vědeckých prací a 62 patentů a autorských osvědčení. Věnoval se mimo jiné syntézám speciálních nanomateriálů a jejich funkcionalizacím. V roce 2012 mu byla za rozvoj vědy a šíření vzdělanosti udělena medaile Emila Votočka.